# Elis Fischer
Elis Gustaf Fischer (Askersund, 13 gennaio 1834 – Stoccolma, 19 agosto 1889) è stato un banchiere, avvocato e politico svedese.

## Biografia

### Anni dell'infanzia e dell'adolescenza
Fischer è cresciuto ad Askersund. Era figlio del direttore delle poste di Askersund, Per Gustaf Fischer ed Eva Sophia Brattström. Ha frequentato la scuola elementare di primo grado di Askersund e la scuola superiore di Örebro. Divenne studente all'Università di Uppsala nel 1854 e si laureò per la corte d appello nel 1859.

### Vita professionale

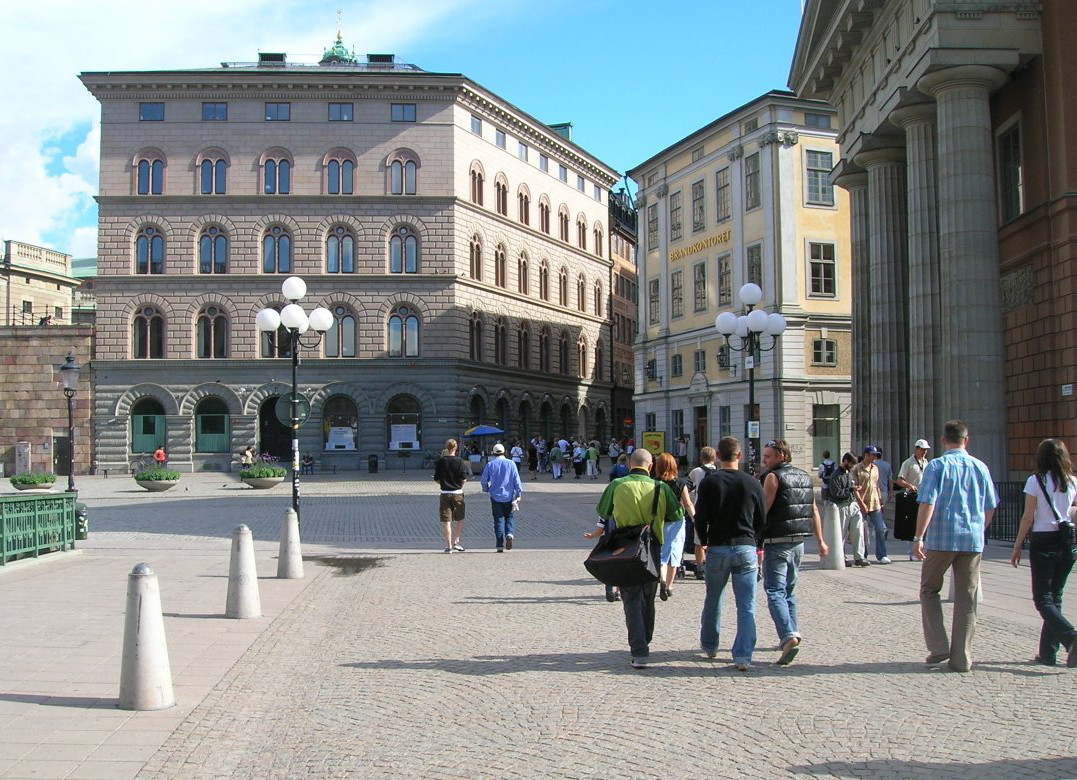
Skandiahuset su Mynttorget. Elis Fischer insieme all'architetto Sandahl è andato in Europa per trovare ispirazione per l'ufficio di Skandiabanken a Mynttorget. Ispirazione presa dai palazzi fiorentini del Rinascimento italiano.

Fischer è stato amministratore delegato della compagnia di assicurazioni Skandia
Fu anche membro del Riksdag dal 24 marzo 1886 al 31 dicembre 1886, eletto dal collegio elettorale della città di Stoccolma. Perse la fiducia del popolo e fu condannato dal tribunale della città di Stoccolma per  frode e grave infedeltà al principale.
È descritto come un assistente della famiglia Wallenberg. Fischer e l'architetto Sandahl fecero un viaggio di studio in Europa per trovare l'ispirazione per la costruzione di quello che diventerà Skandiahuset, situata accanto a Mynttorget. Il modello per la casa di Skandia divenne il palazzo rinascimentale italiano fiorentino.
Oltre ad essere un membro della camera, è stato anche presidente del consiglio del sistema nazionale della fornitura gas e vice-presidente del consiglio del canale di Göta, nonché membro del fondo generale delle vedove e degli alunni.

## Obiettivo Fischer
L'obiettivo Fischer ha suscitato grande scalpore in tutto il paese. Nel dicembre 1886 furono scritti più di 176 articoli su ciò che accadde.
Durante il periodo in cui Fischer era direttore di banca per la compagnia di assicurazioni Skandia, si dice che abbia rubato una somma di 515 000 corone svedesi, che oggi (2020) corrisponde a circa 32 milioni di corone. Il primo furto doveva essere già avvenuto nel 1878, quindi con ottomila corone. Questo è stato seguito da altri nove furti fino alla sua scoperta. Il furto più grande fu effettuato nel 1883, dove ricevette un prestito di 675.000 corone dalla compagnia Hofors-Hammarby.
Consegnò 500.000 corone alla società mutuataria trattenendosi 175.000 corone per proprio conto.

### La scoperta del furto
Come domanda in tribunale, fu chiesto a Fischer di chi all'epoca godesse di un reddito annuo così significativo, perché fosse in grado di abusare tanto della fiducia dell'azienda. La risposta di Fischer fu che, a causa della sua posizione nella società e della grande disponibilità, fu assunto dai suoi amici per prestiti e cauzione. Si dice che la moglie di Fischer non fosse a conoscenza dell'accaduto,ma solo quando fu licenziato dalla sua posizione, ne fu informata. Gli effetti economici delle azioni di Fischer provocarono pressioni sulla borsa. Le azioni della società, quotate a 670 al di sopra del valore nominale, diminuirono di  più del 20%.

### La pena
Fischer ha dovuto scontare la pena nella prigione centrale di Långholmen. Fu condannato a tre anni e mezzo di prigione. Durante il suo periodo a Långholmen, svolse l attività di rilegatore di libri. Sua moglie gli faceva visita il primo martedì di ogni mese.
Nel marzo 1887, la stampa quotidiana scrisse che Fischer era molto depresso e che piangeva seduto su uno sgabello per tutto il giorno. 

## Vita privata

### Famiglia
Fischer era il figlio di Per Gustaf Fischer ed Eva Sophia Brattström, figlia del proprietario del mulino Magnus Brattström. Era il fratello di Emil Nicanor Fischer. La moglie era Hildur Fredrika Abenius, figlia del capo distretto Carl Fredrik Abenius. Insieme ebbero nove figli, inclusa la direttrice Ellen Fischer.
Elis Fischer era il nonno del fotografo cinematografico Gunnar Fischer, dell'artista tessile Ruth Fischer, del redattore capo Per Jacob Fischer e dell'autore Jöran Fischer.

### Morte
Muore il 19 aprile 1889 a Långholmen. Durante i sei mesi di malattia riceveva la visita della moglie e dei figli. Si diceva che la causa della morte fosse la polmonite e l'anemia. Allo stesso tempo, Fischer aveva perso molto peso. Morì quasi impercettibilmente.
Secondo il certificato di morte, è morto di polmonite al polmone destro (pneumonia dextra).
Fischer fu sepolto nel Norra begravningsplatsen a Stoccolma.

### Castello di Edsby

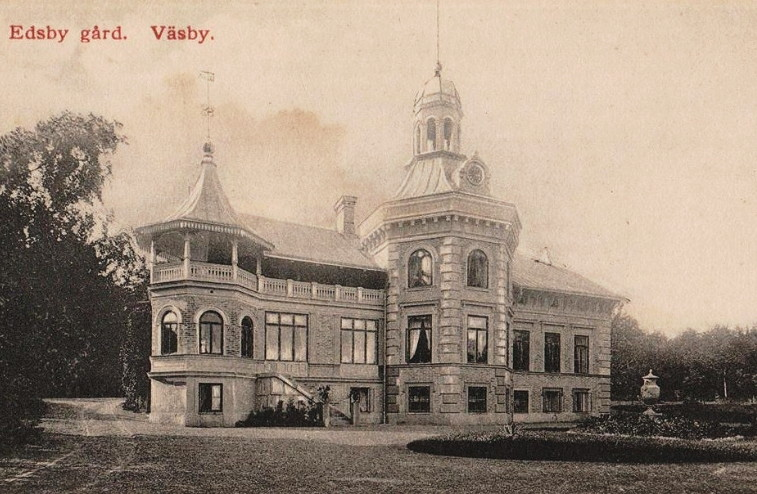
Castello di Edsby, costruito da Elis Fischer. Nel castello di Edsby, la coppia Fischer viveva con i loro figli.

Negli anni '60 dell'Ottocento Fischer acquisì Edsbyn 1-4 e poi fece costruire l'edificio in pietra simile al castello Edsby. L'edificio conteneva 20 stanze ed era ornato da una torre angolare e da una torre centrale.Un lungo viale conduce al castello di Edsby. Il castello di Fischers Edsby ha chiamato l'ex area urbana Castello di Edsby e Ljungbacka.